# Firejam
Firejam — український музичний рок-гурт зі Львова. Музика гурту поєднує в собі різноманітні стилі: від класичного року до альтернативи і гранжу.

## Історія
Історія гурту бере початок восени 2004 року з ідеї гітариста Андрія Василюка і барабанщика Сергія Єгорова створити Блюз-рок колектив, надихаючись такими гуртами, як: Led Zeppelin, Pink Floyd, Pearl Jam, Audioslave, The Black Crowes. Розпочались пошуки басиста, яким спершу став Роман Бліхарський. Згодом Роман пішов з гурту.
Впродовж року гурт існував в мінімальному складі — Сергій Єгоров (барабани) та Андрій Василюк (гітара). Певний час місце басиста займали різні музиканти, але по стилю музики вони не підійшли. Наприкінці 2006 року до гурту приєднався вокаліст Славік, однак і ці люди виявились випадковими.
2005—2006 роки — нове надбання — Василь Рибак (клавішні).
На місце вокаліста прийшов Сергій, котрий на той час був вокалістом гурту Маркер. На роль басиста запросили старого знайомого гурту — Романа. Укомплектувавши групу, розпочали активно готуватись до виступів.
У 2007 році гурт бере участь у відбірковому турі до фестивалю «Червона рута».
Переломним моментом в історії гурту став 2008 рік, коли їх покинув басист, на місце якого стапв Олег Барановський, на той час друга — акустична гітара гурту. В такому складі гурт часто бере участь в концертах та фестивалях.
Після змін в складі, коли в гурт прийшов бас-гітарист Ростислав Гарбар було продовжено роботу над новим матеріалом. Гурт брав участь в багатьох концертах, перформансах та фестивалях у Львові, Києві, Тернополі, Дубно, Чернівцях та інших, багаторічні учасники стоунер-рок фестивалів Electric Meadow.
Firejam — дипломанти фестивалю «Тарас Бульба-2012».
8 листопада 2014 року гурт презентував свій однойменний дебютний альбом — це 5 пісень, в основному на соціальну тематику. Робота над ним розпочалася ще в січні 2013 року на студії звукозапису «MuzProduction Ukraine». У грудні 2015 року firejam розпочав запис другого студійного альбому «embryo».

## Дискографія

### Студійні альбоми
- «FireJam» (2014)
- «embryo» (2017)

### Сингли
- «Lord Of Time» (2017)

## Відеокліпи
| Рік  | Назва пісні | Режисер(и) | Альбом   |
| ---- | ----------- | ---------- | -------- |
| 2017 | «Fire Ride» |            | «embryo» |

## Склад
Склад гурту firejam (станом на 2018 рік):
- Андрій Марченко — вокал
- Андрій Василюк — гітара, акустична гітара
- Ростислав Гарбар — бас-гітара
- Сергій Єгоров — барабани, перкусія